# جوسيف جيدليكا
جوسيف جيدليكا (بالتشيكية: Josef Jedlička)‏ هو كاتب تشيكي، ولد في 16 مارس 1927 في براغ في التشيك، وتوفي في 5 ديسمبر 1990 في آوغسبورغ في ألمانيا.